# Misa (stacja kolejowa)
Misa (ros. Миса) – stacja kolejowa w miejscowości Misa, w gminie Bauska, na Łotwie. Położona jest na linii Jełgawa - Krustpils.